# Nitrat de ferro(III)
El nitrat de ferro(III), antigament nitrat fèrric, és una sal de fórmula Fe(NO₃)₃. Com que és un compost deliqüescent, comunament es troba en la seva forma nonahidratada Fe (NO₃)₃ 9 H₂O, en la qual forma cristalls des d'incolors fins a violat pàl·lid.

## Aplicacions

### En laboratoris
El nitrat de ferro(III) és el catalitzador de preferència per a la síntesi d'amida de sodi partint d'una solució de sodi en amoníac:
2 NH₃ + 2 Na → 2 NaNH₂ + H₂
Certes argiles impregnades amb nitrat fèrric han demostrat ser útils com oxidants en síntesi orgànica. Per exemple, el nitrat de ferro(III) en montmorillonita -reactiu anomenat "Clayfen" en anglès- s'empra en l'oxidació d'alcohols a aldehids, i tiols a disulfurs.

### Altres aplicacions
Les solucions de nitrat de ferro(III) s'empren en joieria i ferreria per gravar la plata i els seus aliatges.